# Anacolosa uncifera
Anacolosa uncifera är en tvåhjärtbladig växtart som beskrevs av J. Louis & Boutique. Anacolosa uncifera ingår i släktet Anacolosa och familjen Aptandraceae. Inga underarter finns listade i Catalogue of Life.